# Ditti
Ditti (in greco antico: Δίκτυς?, Díktys) è un personaggio della mitologia greca e fu un pescatore che divenne re dell'isola di Serifo.

## Genealogia
Figlio di Magnete e di una naiade, o di Peristene ed Androtea, oppure di Poseidone e Cerebia e fratello di Polidette, sposò Climene.

## Mitologia
Degno del suo nome (Ditti significa "rete da pesca"), mentre si trovava sulle spiagge di Serifo vide nell'acqua una cassa e la portò a riva. Dentro la cassa trovò Perseo e Danae e li portò a casa con sé decidendo di allevare il bambino.
Ditti rimase principe del trono del fratello Polidette fino a quando Perseo uccise Medusa. Ditti salvò Andromeda e dopo che Perseo trasformò il fratello Polidette in pietra (mostrandogli la testa di Medusa) gli succedtte al trono.
Ditti e sua moglie Climene, avevano un altare all'interno di un recinto sacro di Perseo ad Atene.